# Ichimoku Kay
L'ichimoku kay (littéralement « Société du premier jeudi ») est un collectif d'artistes fondé par Kōshirō Onchi, Yamaguchi Gen et Sekino Junichiro en 1939.

## Description
L'ichimoku kay se réunissait tous les premiers jeudis du mois au domicile de Kōshirō Onchi. Il regroupe autour des fondateurs de jeunes artistes, parmi ceux-ci, Fumio Kitaoka, Azechi Umetarō, Kiyoshi Saitō, Tetsuro Komai. 
Durant les années de guerre le groupe apporte un soutien financier et artistique aux nouveaux artistes du mouvement sōsaku hanga.  En 1944, le premier Ichimoku-shû (Collection du premier jeudi) est produit. Cette collection regroupe les estampes des membres et est destinée à circuler entre tous les membres du groupe. Celle réalisation est rendue possible, dans une époque de pénurie, grâce aux moyens et au talent d'organisateur de Onchi Kôshirô. Il y aura six éditions de cette collection de 1944 à 1950.
Dans l'immédiat après-guerre, l'ichimoku kay réunit en plus des artistes, un historien de l'art Shizuya Fujikake (1881-1958), et plusieurs Américains  William C. Hartnett, directeur des activités culturelles et de loisirs pour les forces d'occupation, Oliver Statler (1915-2002) collectionneur et  futur auteur de Modern Japanese Prints : An Art Reborn en  1959, et plus tard, le romancier et collectionneur James A. Michener (1907-1997).  Plusieurs expositions seront organisées par William C. Hartnett.
Ces liens tissés entre artistes du sōsaku-hanga et ces Américains  seront cruciaux pour la reconnaissance du mouvement à la fois par la communauté internationale des arts ainsi qu'au Japon même.

## Collections
Les réunions de l'ichimoku kay sont à l'origine de deux collections importantes d'estampes japonaises, la collection Oliver Statler ainsi que la collection de James A. Michener. La collection Oliver Statler est maintenant conservée par le Art Institute of Chicago, et la collection Michener a été entièrement donnée au Honolulu Museum of Art , elle comprend plus de 5000 estampes.

## Publications
- (en + ja) collectif, 15 Scenes of Last Tokyo in Original Wood-cut (Tokyo kaiko zue), Tokyo, Fugaku Shuppansha, décembre 1945 (showa 20)
- (en + ja) collectif, Selection of Customs of Japanese Women (Nihon jozoku sen), Tokyo, Fugaku Shuppansha, 1946